# جاكوب سميث
جاكوب سميث (بالإنجليزية: Jacob William Smith)‏ هو شخصية أعمال ومسير أعمال وسياسي أسترالي، ولد في 1816 بإنجلترا في المملكة المتحدة، وتوفي في 21 ديسمبر 1891. انتخب عمدة ميناء أديلايد (1859 – 1863) وانتخب عمدة ميناء أديلايد (1864 – 1866) وانتخب عضو مجلس النواب جنوب أستراليا من الجمعية عن دائرة Electoral district of Port Adelaide ‏ وقد انضم خلال فترته النيابية (29 يونيو 1866 – 3 مايو 1868)  للكتلة البرلمانية مستقل.